# Yarrow Cheney
Yarrow Cheney, né en 1973, est un producteur, animateur et réalisateur américain, qui travaille pour Illumination Entertainment.

## Filmographie

### Réalisateur
- 2006 : The Very First Noel coréalisé avec Carrie Cheney[1]
- 2013 : Puppy coréalisé avec Bruno Dequier (également scénariste)
- 2016 : Comme des bêtes coréalisé avec Chris Renaud
- 2018 : Le Grinch coréalisé avec Scott Mosier

### Producteur
- 2002 : The ChubbChubbs!
- 2006 : Georges le petit curieux
- 2006 : The Very First Noel
- 2010 : Moi, moche et méchant
- 2012 : Le Lorax
- 2013 : Moi, moche et méchant 2

### Animateur
- 1997 : Dany, le chat superstar
- 1997 : Mummies Alive! (en) (2 épisodes)
- 1998 : Mummies Alive! The Legend Begins (en)
- 1998 : Excalibur, l'épée magique